# Blechnaceae
Blechnaceae Newman è una famiglia di piante dell'ordine Polypodiales.

## Descrizione

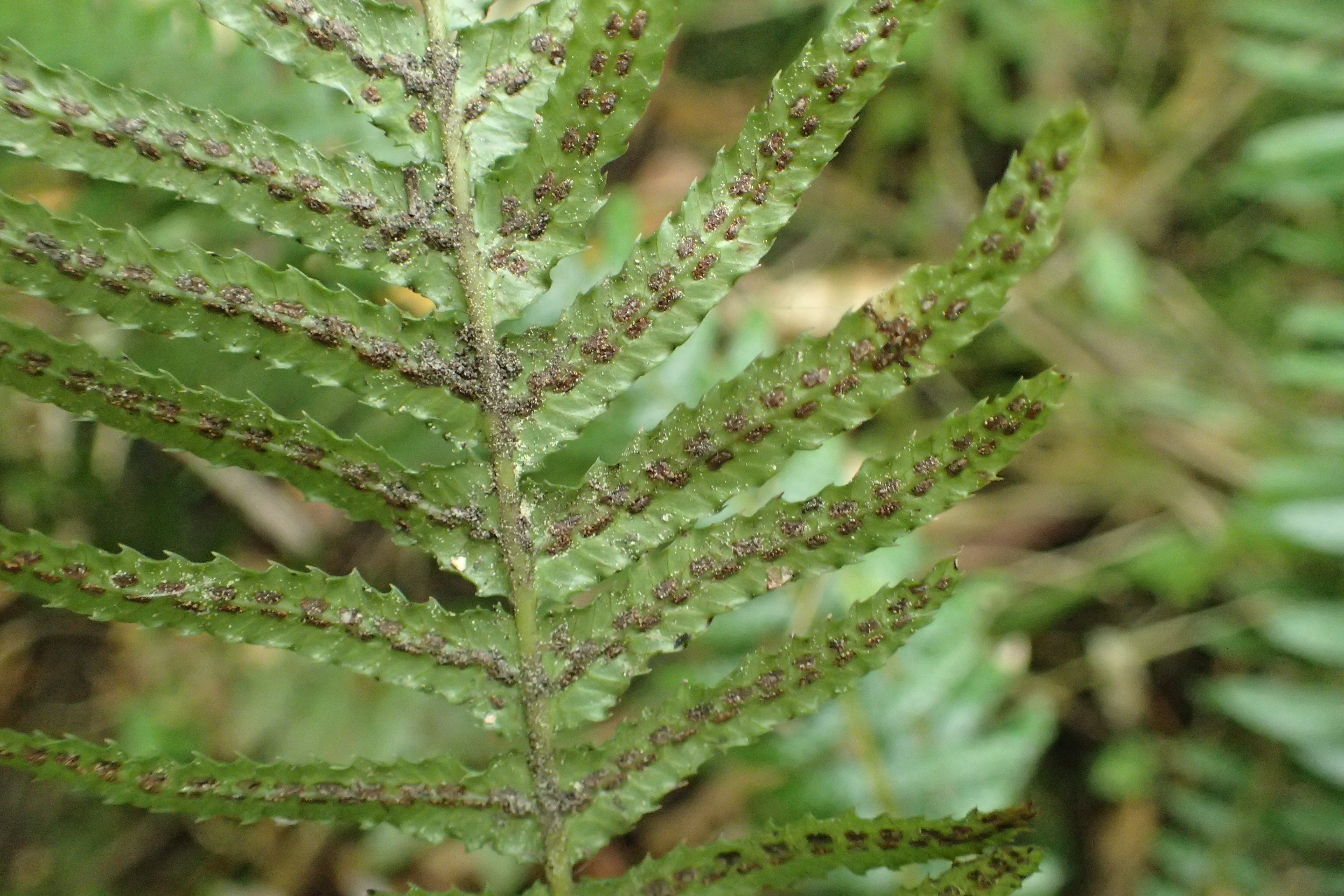
Sori di Doodia australis

Le Blechnaceae sono felci terrestri o epilitiche. La morfologia delle foglie è estremamente variabile nella famiglia, e possono essere pennatamente lobate a pennatamente composte. Le foglie vegetative e le foglie fertili sono dimorfiche in alcuni generi. Alcune specie di Blechnum e Sadleria sviluppano steli corti, robusti, simili a tronchi e foglie rigide e coriacee, che conferiscono loro l'aspetto più di una cicade che di una tipica felce. I sori possono essere a forma di fagiolo o lineari e nella maggior parte dei generi sono posizionati lungo entrambi i lati della nervatura centrale delle divisioni fogliari. Occasionalmente, possono coprire l'intera superficie inferiore delle foglie fertili. Spesso sono ricoperte da un indusio attaccato lateralmente lungo il lato interno del soro. Le spore sono per lo più a forma di fagiolo.

## Distribuzione e habitat
La famiglia ha una distribuzione quasi globale, ma è più diversificata nelle regioni tropicali dell'emisfero australe. Alcune specie sono coltivate come piante ornamentali in giardini e serre.

## Tassonomia
La famiglia comprende i seguenti generi:
- Anchistea C.Presl
- Austroblechnum Gasper & V.A.O.Dittrich
- Blechnidium T.Moore
- Blechnopsis C.Presl
- Blechnum L.
- Brainea J.Sm.
- Cleistoblechnum Gasper & Salino
- Cranfillia Gasper & V.A.O.Dittrich
- Diploblechnum Hayata
- Doodia R.Br.
- Icarus Gasper & Salino
- Lomaria Willd.
- Lomaridium C.Presl
- Lomariocycas (J.Sm.) Gasper & V.A.O.Dittrich
- Lorinseria C.Presl
- Neoblechnum Gasper & V.A.O.Dittrich
- Oceaniopteris Gasper & Salino
- Parablechnum C.Presl
- Sadleria Kaulf.
- Salpichlaena J.Sm.
- Stenochlaena J.Sm.
- Struthiopteris Scop.
- Telmatoblechnum Perrie
- Woodwardia Sm.